# Vida regementsskrivarställe

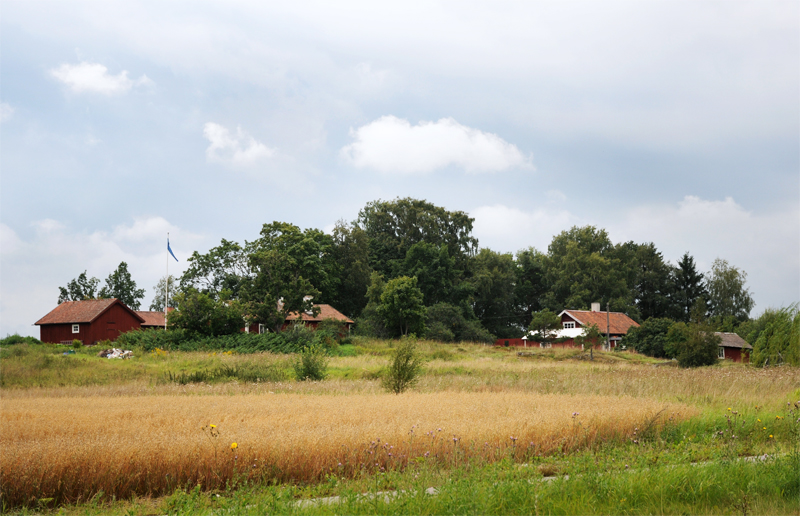
Vida regementsskrivarställe i augusti 2011

Vida i Bergshammars socken i Nyköpings kommun beboddes på 1660-talet av riksrådet och arkitekten Erik Dahlbergh som då var överstelöjtnant vid Södermanlands regemente. Vida indelades sedan till regementsskrivarboställe och upphörde som sådant senast 1837. 
Den nuvarande huvudbyggnaden uppfördes mellan 1724 och 1727. Byggnaden är en timrad envånings parstuga, med rödfärgad locklistpanel och tegeltak. Byggnaden flyttades till sin nuvarande plats omkring 1750–1760.
Uthusen på gården är från 1700–1800-talen där alla utom logen är rödfärgade timmerbyggnader. Logen från 1889 är av trä med stående, rödfärgad panel. Bebyggelsen har en ålderdomlig karaktär.
Gårdens bebyggelse består av
- Mangårdsbyggnad
- Loge
- Vagnslider
- Vedbod
- Svinstia
- Tvättstuga
- Drängstuga
- Bodar